# Ri (thực vật)
Ri hay ry (danh pháp hai phần: Alpinia latilabris) là cây thân thảo thuộc họ Gừng.
Cây được trồng ở Indonesia, Malaysia, miền Nam Việt Nam.